# 20856 Hamzabari
20856 Hamzabari este un asteroid din centura principală de asteroizi.

## Descriere
20856 Hamzabari este un asteroid din centura principală de asteroizi. A fost descoperit pe 1 noiembrie 2000 la Socorro, New Mexico, în cadrul proiectului LINEAR. Asteroidul prezintă o orbită caracterizată de o semiaxă mare de 2,32 ua, o excentricitate de 0,07 și o înclinație de 6,6° în raport cu ecliptica.